# A Midsummer Night's Dream (pel·lícula de 1909)
A Midsummer Night's Dream és una pel·lícula muda de la Vitagraph dirigida per Charles Kent i James Stuart Blackton i protagonitzada per Florence Turner, Clara Kimball Young i Maurice Costello, entre d'altres. Rodada a Central Park en una sola bobina, la pel·lícula, basada en l'obra de William Shakespeare, es va estrenar el 25 de desembre de 1909.

## Argument
El duc d'Atenes, que ha de casar-se aviat amb Hippolyta, decreta que Hernia ha d'abandonar el seu enamorat Lysander per casar-se amb Demetrius. Els amants decideixen fugir i són seguits per Demetrius i per Helena, que està enamorada d'aquest últim. Mentrestant, els artesans de la ciutat assagen una obra que representaran en honor de les esposalles del duc. Titania, reina de les fades es baralla amb Penelope i aquesta, per venjar-se, envia Puck que vagi a cercar una herba que quan es passa per sobre dels ulls de qui dorm queda encantat i s'enamora de la primera criatura que veu en despertar-se. La idea és fer-ho a Titania. Mentrestant, els fugats enamorats, esgotats s'adormen sota un arbre i Puck passa l'herba màgica per davant dels ulls d'Hermia i Lysander. Aquest, en desvetllar-se s'enamora d'Helena. Puck es troba al bosc amb els que assagen i fa un encanteri amb el teixidor que li converteix el cap en el d'un ase. Titania es desperta i s'enamora de l'ase. Penelope descobreix tots els embolics que s'han produït, retorna al teixidor el seu aspecte i fa que els enamorats es retrobin.

## Repartiment
- Gladys Hulette (Puck)
- Clara Kimball Young (Penelope)
- Julia Swayne Gordon (Helena)
- Florence Turner (Titania)
- Walter Ackerman (Demetrius)
- Dolores Costello (fadeta)
- Helene Costello (fadeta)
- Maurice Costello (Lysander)
- Rose Tapley (Hermia)
- Elita Proctor Otis (Hippolyta)
- William J. Humphrey
- William V. Ranous (Bottom)
- William Shea (Mechanical)
- Charles Chapman (Quince)
- James Young